# Bernard van Merode (1510-1591)

Stemma di Bernard de Merode

Bernard van Merode (1510 – 1591) è stato un militare fiammingo, conosciuto come Varoux, è stato tenente degli Orange nei Paesi Bassi spagnoli.

## Biografia
Bernard de Merode o Bernard van Merode era signore di Rummen (Geetbets) e, dal suo matrimonio, proprietario del castello di Houthem (Kapelle-op-den-Bos). 
Suo padre Richard è stato borgomastro del Principato vescovile di Liegi più volte. Sua madre gli lasciò in eredità la terra di Waroux (Ans) in Hesbaye.
Riformista convinto, Bernard de Merode prese parte al compromesso dei nobili del 1565 e componeva la delegazione che nel 1566 consegnò la seconda petizione dei nobili alla Reggente del Re di Spagna, Margherita di Parma.
Fernando Álvarez de Toledo duca d'Alba, nominato al posto di Margherita, espropriò i suoi possedimenti nel 1568 e Bernard fuggì con la sua famiglia a Colonia.
Bernard de Merode fu militare al servizio del principe Guglielmo d'Orange. Il 30 agosto 1572 conquistò la città di Malines per il principe. Dopo un mese gli avversari del principe aprirono le porte alle truppe spagnole in arrivo in forze. Nonostante la resa hanno depredato la città ed infierito sulla popolazione. La furia spagnola a Mechelen sarebbe entrata nella storia. Quando il 1º ottobre 1572 gli armati di Bernard de Merode si ritirarono da Mechelen a Dendermonde, le chiese lungo il percorso di Lippelo (Sint-Amands) e Malderen (Londerzeel) furono saccheggiate dalle sue truppe.
Dal 1581 fu vice di Guglielmo d'Orange in Frisia, dove si fece così odiare che egli venne richiamato e nel 1583 fu sostituito da Guglielmo Luigi, conte di Nassau-Dillenburg.

## Matrimonio e discendenza
Sposò Maria di Zevenbergen. Dal suo matrimonio ebbe i figli:
- Magdalena van Merode (1565-1615)
- Agnes van Merode (1565-). Si sposò nel 1590 con Bernard de la Douve.
- Floris van Merode (1570-1627) signore di Rummen. Si sposò la prima volta nel 1591 con Maria van Merode (1566-1619). Si sposò poi nel 1606 con Margaretha van Gendt.
- Bernard van Merode (1570-1640) signore di Asten e Grambais, famigerato persecutore di streghe. Si sposò verso il 1595 con Catharina van Brederode.